# Stadionul Samuel Ogbemudia
Samuel Ogbemudia este un stadion de forbal situat în orașul Benin City, Nigeria. Are o capacitate de 30.000 locuri și este folosit ca și teren gazdă de către echipa Bendel Insurance F.C..

## Meciuri internaționale
| Data             | Echipa 1 | Echipa 2   | Scor | Competiția              | Golgheteri                                                 | Spectatori |
| ---------------- | -------- | ---------- | ---- | ----------------------- | ---------------------------------------------------------- | ---------- |
| 23 august 1983   | Nigeria  | Maroc      | 0-0  | Preliminariile CAN 1984 | NA                                                         |            |
| 2 June 2001      | Nigeria  | Madagascar | 1-0  | Preliminariile CAN 2002 | Akwuegbu 5'                                                | 15,000     |
| 21 June 2003     | Nigeria  | Angola     | 2-2  | Preliminariile CAN 2004 | K. Uche 56', Odemwingie 62' (pen); Figueiredo 9', Akwa 54' | 15,000     |
| 12 November 2011 | Nigeria  | Botswana   | 0-0  | Meci amical             | NA                                                         |            |

## Legături externe
- World Stadiums Arhivat în 18 aprilie 2016, la Wayback Machine.
- http://www.edostate.gov.ng/category/image-galleries/infrastructure/youth-and-sport Arhivat în 19 aprilie 2011, la Wayback Machine.